# Sentier des Sables
 (mars 2020).
La Sentier des Sables (en néerlandais : Zavelvoetpad) est un sentier en forêt de Soignes.